# Fotbal Club Ceahlăul Piatra Neamț
Il Ceahlăul Piatra Neamț (ufficialmente Fotbal Club Ceahlăul Piatra Neamț) è una società calcistica rumena con sede nella città di Piatra Neamț. Milita nella Liga II, la seconda divisione del campionato di calcio rumeno, e disputa le partite interne nello Stadio Ceahlăul di Piatra Neamț (17 500 posti).
Il club fu fondato il 20 ottobre 1919 con il nome di CS Ceahlăul Piatra Neamț e nel corso della sua storia ha conosciuto diverse ridenominazioni, l'ultima delle quali risale al 1992. Debuttò in massima divisione nella stagione 1993-1994.
Nel terzo turno della Coppa Intertoto 1999 il Ceahlăul uscì imbattuto dal confronto con la Juventus, che però prevalse grazie alla regola dei gol fuori casa: 1-1 nella gara di andata a Piatra Neamț, con vantaggio di Daniel Scânteie e pari di Alessio Tacchinardi, e 0-0 nel ritorno giocatosi a Cesena.

## Palmarès
- Liga II: 4

1992-1993, 2005-2006, 2008-2009, 2010-2011

## Tifoseria

### Storia
Il Ceahlăul Piatra Neamț gode di un ampio sostegno da parte dei cittadini della città di Piatra Neamț, ma anche dell’intera contea di Neamț. Anche se non tutti i sostenitori si identificano con il fenomeno ultras, nel tempo si sono formati diversi gruppi ultras, come: Vulturii Negri, Brigate Ultras '09, Supremacy '04, Tinerii Nemțeni, Băieții de sub Pietricica, Gate 7 '10 e Black&Yellow Squad '23. La prima presenza di un gruppo ultras allo Stadio Borzogheanu risale agli anni ’90, con la nascita dei Vulturii Negri, situati nella Curva Sud, all’epoca l’unica curva dello stadio. Gli anni 2000, un periodo di successo per il club nemțean, hanno visto un aumento significativo della partecipazione dei tifosi, con la creazione di una tifoseria organizzata che ha assunto nel tempo diverse denominazioni: Fanatic Club Ceahlăul, Brigate Ultras '09, Supremacy '04.Nel 2006, Gelu Crăcană, grande tifoso e per molti anni addetto stampa del Ceahlăul, ha realizzato una maglia gigante del club, di 420 metri quadrati (500 m² includendo le maniche), con il nome del miglior marcatore della storia del club, Florin Axinia. Questo indumento è entrato nel Guinness World Records.
Con l’ammodernamento dello stadio e la costruzione di una nuova curva nord da circa 3.000 posti, si è rafforzata la componente giovane del movimento ultras, dando vita ai gruppi Tinerii Nemțeni '10 e Gate 7 '10.Nel 2010, un gruppo di tifosi organizzati dalla Tribuna 2 ha sorpreso l’ambiente diventando il primo (e unico) gruppo ultras in Romania con una donna come leader, Geanina Ciocoiu.Questi gruppi hanno supportato la squadra sia in casa che in trasferta, fino alla primavera del 2016, quando il vecchio club Ceahlăul è stato sciolto.Dopo la rifondazione del club nel 2016, inizialmente non tutti i vecchi tifosi hanno riconosciuto la nuova entità come erede ufficiale del Ceahlăul. Tuttavia, si è formato un nuovo gruppo ultras, composto da membri delle vecchie brigate e da nuovi giovani appassionati: i Băieții de sub Pietricica '16, che hanno sostenuto la squadra fin dalla Lega V, la serie più bassa.Nel 2021, con il recupero ufficiale del palmarès, del logo e dei colori storici del Ceahlăul, molti dei vecchi tifosi sono tornati allo stadio.Con il ritorno della squadra nella corsa per la promozione in Liga II, nella primavera del 2023, il gruppo Gate 7 '10 è tornato ufficialmente attivo al fianco del club. Poco dopo, durante il pre-campionato 2023–24, si è formato un nuovo gruppo: Black&Yellow Squad '23, con l’obiettivo di unificare i giovani tifosi sotto un’unica identità. Entrambe le brigate hanno come punto di riferimento la Curva Nord Ceahlăul.

### Gemellaggi e rivalità
La rivalità tradizionale del Ceahlăul Piatra Neamț è contro l’FCM Bacău. Le partite tra queste due tifoserie hanno spesso generato tensioni e incidenti. Un momento memorabile della rivalità si è verificato nel girone di ritorno della stagione Divizia A 2000–01, in una partita disputata a Piatra Neamț. Il gruppo avversario, Taurii Furioși '99, ha esposto striscioni provocatori contro i tifosi del Ceahlăul. L’atmosfera è diventata ancora più accesa quando una parte della curva di casa ha preso fuoco a causa delle torce accese. Questo episodio è rimasto impresso nella memoria collettiva dei tifosi, portando la rivalità a un livello superiore.
Il derby Ceahlăul–Bacău continua a essere una tradizione nel calcio regionale moldavo, simbolo della passione e della competizione. Anche nelle serie minori, queste sfide attirano grande attenzione e dimostrano l’importanza storica di questo derby nel contesto calcistico romeno.Il Ceahlăul ha anche altre rivalità a livello regionale, specialmente con club come Foresta Suceava e Oțelul Galați.
Nel gennaio 2020, è stato firmato un patto di fratellanza con la Brigada Vrancea '02, tifosi del CSM Focșani (ex Unirea Focșani). La Curva Nord Ceahlăul è inoltre gemellata con gruppi storici in Romania: gli Stegarii (Steagul Roșu Brașov) e il Commando Mediensis (Gaz Metan Mediaș).

## Partecipazioni alle coppe europee
| Coppa Intertoto 1995  |     |                       |
| Fase a gruppi         |     |                       |
| Ceahlăul Piatra Neamț | 2-0 | Etar Veliko Tarnovo   |
| Beveren               | 0-2 | Ceahlăul Piatra Neamț |
| Ceahlăul Piatra Neamț | 2-0 | Boby Brno             |
| Groningen             | 0-0 | Ceahlăul Piatra Neamț |
| Ottavi di finale      |     |                       |
| Ceahlăul Piatra Neamț | 0-2 | Metz                  |
| Coppa Intertoto 1999  |     |                       |
| Primo turno           |     |                       |
| Ceahlăul Piatra Neamț | 1-0 | Ekranas               |
| Ekranas               | 1-0 | Ceahlăul Piatra Neamț |
| Secondo turno         |     |                       |
| Ceahlăul Piatra Neamț | 2-1 | Jedinstvo Bihać       |
| Jedinstvo Bihać       | 1-3 | Ceahlăul Piatra Neamț |
| Terzo turno           |     |                       |
| Ceahlăul Piatra Neamț | 1-1 | Juventus              |
| Juventus              | 0-0 | Ceahlăul Piatra Neamț |
| Coppa Intertoto 2000  |     |                       |
| Primo turno           |     |                       |
| Narva Trans           | 2-5 | Ceahlăul Piatra Neamț |
| Ceahlăul Piatra Neamț | 4-2 | Narva Trans           |
| Secondo turno         |     |                       |
| Mallorca              | 2-1 | Ceahlăul Piatra Neamț |
| Ceahlăul Piatra Neamț | 3-1 | Mallorca              |
| Terzo turno           |     |                       |
| Ceahlăul Piatra Neamț | 2-2 | Austria Vienna        |
| Austria Vienna        | 3-0 | Ceahlăul Piatra Neamț |
| Coppa Intertoto 2003  |     |                       |
| Primo turno           |     |                       |
| Tampere United        | 1-0 | Ceahlăul Piatra Neamț |
| Ceahlăul Piatra Neamț | 2-1 | Tampere United        |

## Rose delle stagioni precedenti
- 2011-2012

## Rosa 2024-2025
| N. |                           | Ruolo | Calciatore          |
| -- | ------------------------- | ----- | ------------------- |
| 1  | Romania (bandiera)        | P     | Laurențiu Brănescu  |
| 4  | Polonia (bandiera)        | D     | Kamil Wiktorski     |
| 6  | Costa d'Avorio (bandiera) | C     | Ronald Gbizie       |
| 7  | Romania (bandiera)        | A     | Cristian Gyulai     |
| 8  | Romania (bandiera)        | C     | Cristian Copoț-Barb |
| 9  | Romania (bandiera)        | A     | Robert Ciobanu      |
| 10 | Romania (bandiera)        | C     | Patrick Petre       |
| 11 | Romania (bandiera)        | C     | Geani Crețu         |
| 13 | Ghana (bandiera)          | C     | Raman Chibsah       |
| 14 | Romania (bandiera)        | C     | Narcis Ilaș         |
| 17 | Romania (bandiera)        | C     | Răzvan Neag         |
| 18 | Ghana (bandiera)          | A     | Carl Davordzie      |
| 22 | Romania (bandiera)        | D     | Mark Țuțu           |
| 24 | Romania (bandiera)        | D     | Mihai Șandru        |

| N. |                       | Ruolo | Calciatore       |
| -- | --------------------- | ----- | ---------------- |
| 25 | Ghana (bandiera)      | D     | Emmanuel Asibey  |
| 26 | Portogallo (bandiera) | D     | Abel Folha       |
| 34 | Romania (bandiera)    | D     | Tudor Telcean    |
| 41 | Romania (bandiera)    | C     | Romario Moise    |
| 67 | Romania (bandiera)    | P     | Alexandru Barna  |
| 88 | Capo Verde (bandiera) | C     | Rodrigo Lima     |
| 92 | Polonia (bandiera)    | D     | Eugenio Bracelli |
| 94 | Francia (bandiera)    | C     | Victoire Batantu |